# Кубок Федерации 2007
Кубок Федерации 2007 — 45-й по счёту розыгрыш наиболее престижного кубка среди сборных команд по теннису среди женщин.
Сборная России после двухлетней паузы вернула себе титул.

## Мировая группа

### Сетка
|                              | Четвертьфиналы 21–22 апреля | Четвертьфиналы 21–22 апреля | Четвертьфиналы 21–22 апреля |                           |                           | Полуфиналы 14–15 июля        | Полуфиналы 14–15 июля        | Полуфиналы 14–15 июля        |                              |                              | Финал 15–16 сентября      | Финал 15–16 сентября      | Финал 15–16 сентября      |                           |                           |
|                              |                             |                             |                             |                           |                           |                              |                              |                              |                              |                              |                           |                           |                           |                           |                           |
|                              |                             |                             |                             |                           |                           |                              |                              |                              |                              |                              |                           |                           |                           |                           |                           |
| Кастелланета, Италия - грунт |                             |                             |                             |                           |                           |                              |                              |                              |                              |                              |                           |                           |                           |                           |                           |
|                              | 1                           | Италия                      | 5                           |                           |                           |                              |                              |                              |                              |                              |                           |                           |                           |                           |                           |
|                              |                             | Китай                       | 0                           |                           |                           | Кастелланета, Италия - грунт | Кастелланета, Италия - грунт | Кастелланета, Италия - грунт | Кастелланета, Италия - грунт | Кастелланета, Италия - грунт |                           |                           |                           |                           |                           |
|                              |                             |                             |                             |                           | 1                         | Италия                       | 3                            |                              |                              |                              |                           |                           |                           |                           |                           |
| Лимож, Франция - грунт(i)    | Лимож, Франция - грунт(i)   | Лимож, Франция - грунт(i)   | Лимож, Франция - грунт(i)   |                           | 4                         | Франция                      | 2                            |                              |                              |                              |                           |                           |                           |                           |                           |
|                              |                             | Япония                      | 0                           |                           |                           |                              |                              |                              |                              |                              |                           |                           |                           |                           |                           |
|                              | 4                           | Франция                     | 5                           |                           |                           |                              |                              |                              |                              |                              | Москва, Россия - грунт(i) | Москва, Россия - грунт(i) | Москва, Россия - грунт(i) | Москва, Россия - грунт(i) | Москва, Россия - грунт(i) |
|                              |                             |                             |                             |                           |                           |                              |                              |                              |                              |                              | 1                         | Италия                    | 0                         |                           |                           |
|                              | Москва, Россия - грунт(i)   | Москва, Россия - грунт(i)   | Москва, Россия - грунт(i)   | Москва, Россия - грунт(i) | Москва, Россия - грунт(i) |                              |                              |                              |                              |                              | 3                         | Россия                    | 4                         |                           |                           |
|                              | 3                           | Россия                      | 5                           |                           |                           |                              |                              |                              |                              |                              |                           |                           |                           |                           |                           |
|                              |                             | Испания                     | 0                           |                           |                           | Стоув, США - хард            | Стоув, США - хард            | Стоув, США - хард            | Стоув, США - хард            | Стоув, США - хард            |                           |                           |                           |                           |                           |
|                              |                             |                             |                             |                           | 3                         | Россия                       | 3                            |                              |                              |                              |                           |                           |                           |                           |                           |
| Делрей-Бич, США - хард       | Делрей-Бич, США - хард      | Делрей-Бич, США - хард      | Делрей-Бич, США - хард      |                           |                           | США                          | 2                            |                              |                              |                              |                           |                           |                           |                           |                           |
|                              |                             | США                         | 5                           |                           |                           |                              |                              |                              |                              |                              |                           |                           |                           |                           |                           |
|                              | 2                           | Бельгия                     | 0                           |                           |                           |                              |                              |                              |                              |                              |                           |                           |                           |                           |                           |

## Плей-офф Мировой группы
Четыре сборные, проигравшие в первом раунде Мировой группы (Бельгия, Испания, Китай и Япония) встречаются с четырьмя сборными-победителями Мировой группы II (Австрия, Германия, Израиль и Чехия).
Дата: 14-15 июля.
| Город (покрытие)             |         | Счёт |          |
| ---------------------------- | ------- | ---- | -------- |
| Линц, Австрия, грунт         | Австрия | 1-4  | Израиль  |
| Кнокке-Хейст, Бельгия, грунт | Бельгия | 1-4  | Китай    |
| Тоёта, Япония, ковёр(i)      | Япония  | 2-3  | Германия |
| Палафружель, Испания, грунт  | Испания | 4-1  | Чехия    |

- Германия, Израиль, Испания и Китай переходят в 2008 году в турнир Мировой группы.
- Австрия, Бельгия, Чехия и Япония переходят в 2008 году в турнир 2-й Мировой группы.

## Мировая группа II
Дата: 21-22 апреля
| Город (покрытие)            |          | Счёт |           |
| --------------------------- | -------- | ---- | --------- |
| Братислава, Словакия, грунт | Словакия | 0-5  | Чехия     |
| Фюрт, Германия, грунт       | Германия | 4-1  | Хорватия  |
| Камлупс, Канада, ковёр(i)   | Канада   | 2-3  | Израиль   |
| Дорнбирн, Австрия, грунт(i) | Австрия  | 4-1  | Австралия |

- Австрия, Израиль, Германия и Чехия далее переходят в плей-офф Мировой группы за право выйти в Мировую группу
- Австралия, Канада, Словакия и Хорватия далее переходят в плей-офф Мировой группы II за право остаться в Мировой группе II

## Плей-офф Мировой группы II
Дата: 14-15 июля
Четыре сборные, проигравшие в Мировой группе II (Австралия, Канада, Словакия и Хорватия) встречаются с четырьмя сборными-победителями региональных зон (Аргентина, Канада, Тайвань и Украина):
| Город (покрытие)          |           | Счёт |                  |
| ------------------------- | --------- | ---- | ---------------- |
| Эшмор, Австралия, хард    | Австралия | 1-4  | Украина          |
| Кордова, Аргентина, грунт | Аргентина | 4-1  | Канада           |
| Сплит, Хорватия, грунт    | Хорватия  | 3-2  | Китайский Тайбэй |
| Кошице, Словакия, хард(i) | Словакия  | 4-1  | Сербия           |

- Сборные Словакии и Хорватии сохраняют место в мировой группе 2 в 2008 году.
- Сборные Аргентины и Украины переходят в мировую группу 2 в 2008 году.
- Сборная Сербии возвращается в первую группу евро-африканской региональной зоны в 2008 году.
- Сборные Австралии и Тайваня вылетают в первую группу зоны Азия/Океания в 2008 году.
- Сборная Канады вылетает в первую группу зоны Америка в 2008 году.

## Региональные зоны

### Зона Америка

#### Группа I
Место проведения: Pilara Tenis Club, Буэнос-Айрес, Аргентина, грунт
Дата: 18-21 апреля
Участвующие сборные

- Аргентина — переходит в Плей-офф Мировой группы II.
- Бразилия
- Колумбия
- Мексика
- Пуэрто-Рико
- Доминиканская Республика — переходит в Группу II зоны Америка.
- Чили — переходит в Группу II зоны Америка.

#### Группа II
Место проведения: Carrasco Lawn Tennis Club, Монтевидео, Уругвай, грунт
Дата: 16 — 21 апреля
Участвующие сборные

| - Парагвай — переходит в группу I Зоны Америка - Уругвай — переходит в группу I Зоны Америка - Барбадос - Бермудские Острова - Боливия | - Гватемала - Гондурас - Тринидад и Тобаго - Эквадор |

### Зона Азия/Океания

#### Группа I
Место проведения: Scenic Circles Hotel Tennis Centre, Крайстчерч, Новая Зеландия, хард
Дата: 16-21 апреля
Участвующие сборные

| - Китайский Тайбэй — переходит в Плей-офф Мировой группы II. - Гонконг - Индия - Иордания - Казахстан | - Новая Зеландия - Сингапур - Таиланд - Узбекистан - Республика Корея |

### Зона Европа/Африка

#### Группа I
Место проведения: ТК «Локомотив», Пловдив, Болгария, грунт
Дата: 18-21 апреля
Участвующие сборные

| - Сербия — переходит в Плей-офф Мировой группы II. - Украина — переходит в Плей-офф Мировой группы II. - Беларусь - Болгария - Дания - Великобритания - Венгрия - Люксембург | - Нидерланды - Польша - Румыния - Словения - Швеция - Швейцария - Литва — переходит в Группу II зоны Европа/Африка. - Эстония — переходит в Группу II зоны Европа/Африка. |

#### Группа II
Место проведения: Национальный теннисный центр, Вакоа-Феникс, Маврикий, хард
Дата: 17-20 апреля
Участвующие сборные

| - Грузия — переходит в группу I Зоны Европа/Африка - Португалия — переходит в группу I Зоны Европа/Африка - Босния и Герцеговина | - ЮАР - Норвегия — вылетает в группу III Зоны Европа/Африка - Финляндия — вылетает в группу III Зоны Европа/Африка |

#### Группа III
Место проведения: Национальный теннисный центр, Вакоа-Феникс, Маврикий, хард
Дата: 23-27 апреля
Участвующие сборные

| - Ирландия — переходит в группу II Зоны Европа/Африка - Турция — переходит в группу II Зоны Европа/Африка - Азербайджан - Египет - Латвия | - Лихтенштейн - Маврикий - Мальта - Молдова - Черногория |